# Lát hoa
Lát hoa (danh pháp khoa học: Chukrasia tabularis) là một loài thực vật có hoa thuộc chi Lát (Chukrasia), họ Xoan (Meliaceae). Cây được M.Roem. mô tả khoa học năm 1830.
Loài lát hoa có kích thước thuộc loại cây gỗ trung bình, cao tới 25m, thân cây thẳng, gốc có bạnh vè lớn, cành rậm, vỏ thân màu nâu nhạt rạn nứt dọc. Cành non có màu đỏ nâu với lớp lông mịn. Lá kép lông chim một lần chẵn mọc cách, lá có kích thước 30–50 cm. Cuống chính (từ đầu cuống đến lá chét đầu tiên) của lá hình trụ, dài 4,5–7 cm. Mỗi lá chính có 10 - 16 lá chét, cuống lá chét dài từ 4–8 mm, lá chét hình trứng hoặc mũi mác thuôn dài (giai đoạn cây non đôi khi là xẻ thùy), đầu lá chét nhọn đôi khi là có mũi nhọn, đuôi lá chét thường lệch, kích thước lá chét dài 7–12 cm và rộng từ 3–5 cm, hệ gân của lá chét là gân lông chim có từ 10-15 cặp gân phụ, mặt trên lá chét nhẵn, mặt dưới không hoặc phủ nhẹ lớp lông mịn màu nâu nhạt. Hoa tự hình chùy mọc ở đầu cành. Hoa màu trắng kem, có mùi thơm nhẹ, kích thước hoa 1,2 - 1,5 cm. Quả hình cầu hoặc bầu dục màu xám vàng đến nâu, kích thước từ 3,5–4 cm. Mùa hoa từ tháng 4 đến thánh 5, mùa quả từ tháng 7 đến tháng 1 năm sau.

## Sinh thái và phân bổ
Cây ưa sáng sống lâu, giai đoạn non ưa bóng, sinh trưởng nhanh tới 5 tuổi, từ tuổi thứ 6 trở đi sinh trưởng trung bình tới chậm. Phân bổ tự nhiên ở rừng hỗn giao lá rộng thường xanh hoặc rụng lá, cũng thường rải rác ở thảm thực vật thưa thớt. Độ cao phân bổ từ 300 – 1600 m núi đất tới núi đá vôi.
Nó có phân bổ rộng rãi ở Bangladesh, Campuchia, Trung Quốc, Ấn Độ, Indonesia, Lào, Malaysia, Myanmar, Sri Lanka, Thái Lan, Việt Nam. Cũng được nhân giống trồng ở nhiều nước khác như Cameroon, Costa Rica, Nigeria, Puerto Rico, Nam Phi, và Hoa Kỳ.

## Sử dụng
Cây chủ yếu cho giá trị khai thác gỗ đóng đồ dùng nội thất, ván khắc, ván ghép. Trong y học truyền thống Ấn Độ người ta dùng vỏ cây làm thuốc. Lát hoa cũng thường được trồng ven làng bản dùng làm cây bóng mát ở một số nơi và là loài cây biểu tượng của tỉnh Phrae (miền bắc Thái Lan).

## Hình ảnh

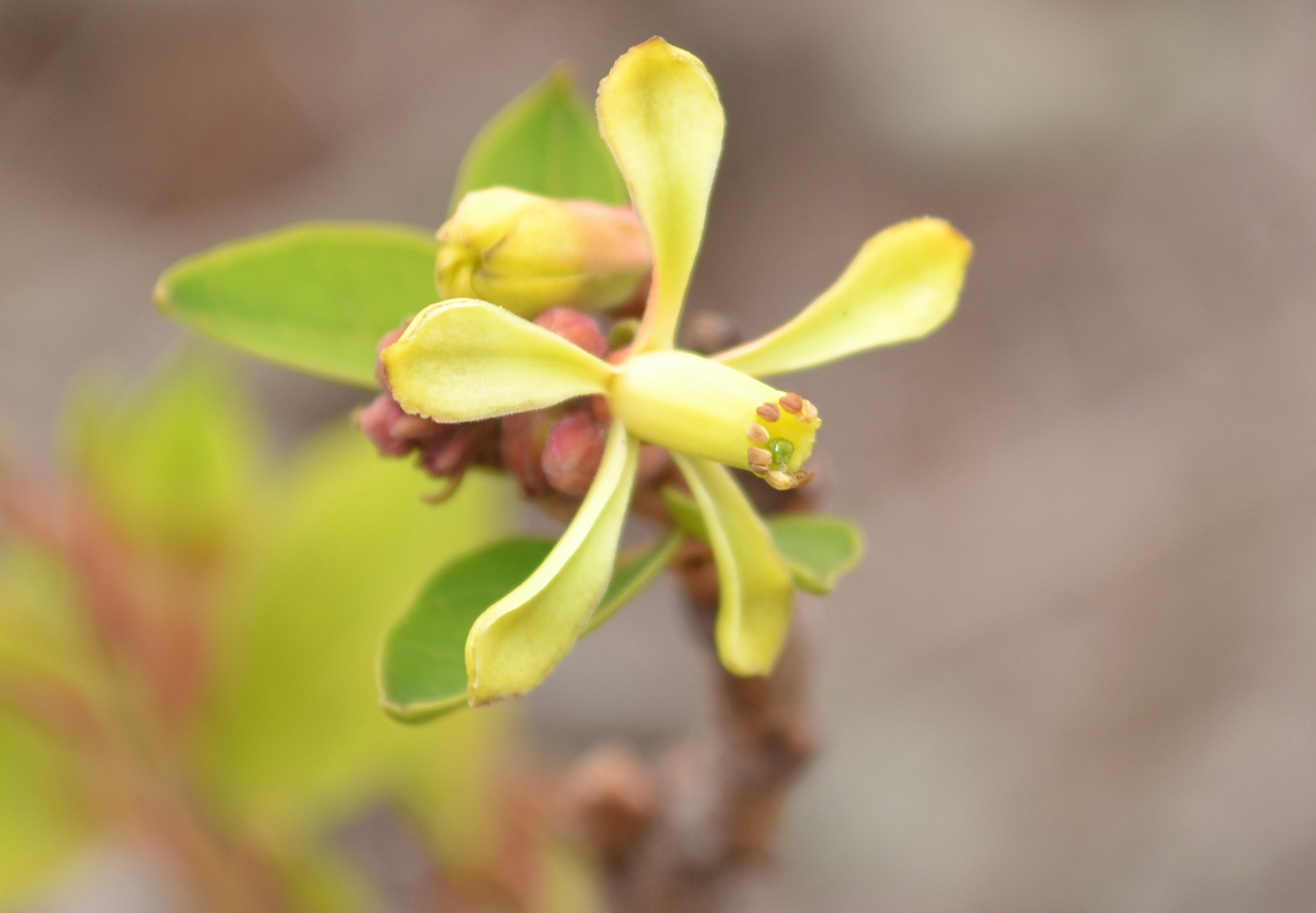
Hoa
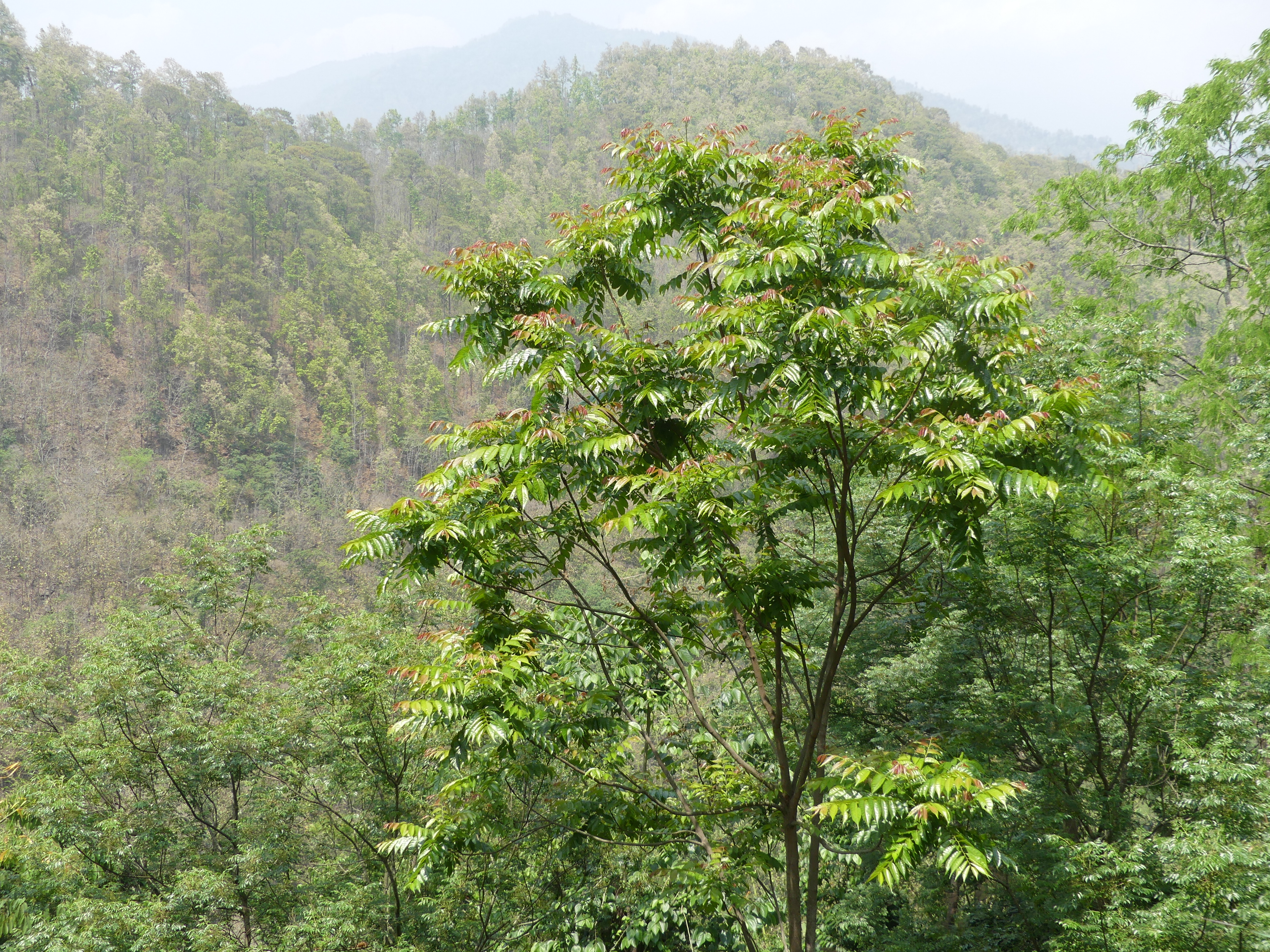
Cây lát hoa ở Bengal